# 빌헬름 그루베
빌헬름 그루베(독일어: Wilhelm Grube, 1855년 8월 17일 ~ 1908년 7월 2일)는 러시아 제국 출신의 독일 중국학자이자 언어학자이다. 중화권에서는 갈록박(중국어: 葛祿博)이란 이름으로 알려져있다. 특히 여진어 등 퉁구스어족의 여러 언어에 대한 정통한 연구와 저서로 잘 알려져있다.

## 생애
상트페테르부르크 출신이며, 국립 상트페테르부르크 대학교에서 우랄알타이어족 및 티베트어를 배운 뒤 1878년에 졸업하였다. 이후 라이프치히 대학교에서 게오르크 폰 데어 가벨렌츠로부터 지도를 받은 뒤 1880년 박사 학위를 수료하였다.
그 뒤 1883년 베를린 민족학박물관 관장 보좌관을 맡았으며, 동시에 1884년부터 베를린 대학교 강사를 겸임하가다 1892년부터 교수 자격을 취득하였다.
이후 부인과 함께 1897년부터 1899년까지 중국에 체류하며 중국의 민속을 연구했으며, 1908년 베를린에서 세상을 떠났다.